# آيت موسى اوعلي (لبيار)
آيت موسى اوعلي هي إحدى مشيخات المملكة المغربية، تتبع جغرافيا لإقليم كلميم وإداريًا للبيار. يقدر عدد سكانها بـ 516 نسمة حسب الإحصاء الرسمي للسكان والسكنى لسنة 2004.